# Dolmen de la Creu d'en Cobertella
Le dolmen de la Creu d'en Cobertella est un dolmen situé à Roses, dans le nord-est de la Catalogne, en Espagne.
Haut de 2,14 m, large de 2,45 m et long de 5,20 m, il est l'un des plus grands dolmens de Catalogne.